# Svenska Bostadsfonden
Svenska Bostadsfonden är ett svenskt privat fastighetsbolag bildat 2003. Bolaget förvaltar cirka 3 500 lägenheter på 22 orter i Sverige.
I september 2011 tog Svenska Bostadsfonden över ägarskap samt förvaltning av kvarteret Trumman på Södra Örnäset i Luleå från Lulebo. De 382 lägenheterna köptes för 150 miljoner kronor och var de första lägenheterna som Bostadsfonden tagit över i Norrland.